# Jacques Peirotes
Jacques-Laurent Peirotes (Strasburgo, 11 settembre 1869 – Lichtenberg, 4 settembre 1935) è stato un politico socialista tedesco e francese, sindaco di Strasburgo dal 1919 al 1929 e deputato del Basso Reno dal 1924 al 1932.

## Biografia
Il giovane Jacques Peirotes, figlio di un falegname che lavorava nella fabbrica di locomotive di Graffenstaden, imparò il mestiere di tipografo e allo stesso tempo intraprese la vita politica. Dal 1900 fu editore della Freie Presse, organo del Partito Socialdemocratico tedesco (SPD) nell'Alsazia-Lorena, al quale aveva aderito nel 1895. Nel 1902 ne divenne il direttore politico. Nel 1913 il giornale aveva una tiratura di 9.500 copie.
Nel 1902 divenne membro del consiglio comunale di Strasburgo e nel 1903 fu eletto consigliere per il cantone meridionale di Kreis Straßburg (Stadt) (arrondissement di Strasburgo-Ville). Fu anche membro della seconda camera del Landtag dell'Alsazia-Lorena dal 1911 al 1918. Fu poi eletto al Reichstag per l'SPD nella circoscrizione n. 3 (di Colmar) dal 1911 al 1918. Al Reichstag intervenne nel dibattito sull'incidente di Saverne.
Allo scoppio della prima guerra mondiale fu esiliato dalle autorità tedesche ad Hannover e gli fu conferito il titolo di Proscrit d'Alsace. Fece pubblicare Neutral oder Französisch (Neutrale o francese). Quando tornò in Alsazia alla fine della guerra, ebbe la capacità di neutralizzare i comitati dei soldati e dei lavoratori. Dal 10 al 29 novembre 1918 fu presidente della Commissione municipale di Strasburgo.
Quando a Strasburgo era appena scoppiata la rivoluzione, Jacques Peirotes, dopo le dimissioni di Schwander, fu eletto sindaco il 10 novembre 1918. Mentre la sala del consiglio comunale era occupata dai sovietisti, che formarono un governo rivoluzionario composto da 120 rappresentanti, Peirotes riunì il consiglio comunale nella sala delle commissioni e fu eletto all'unanimità. Il governo rivoluzionario prese sede nell'aula del tribunale al numero 1 di quai Finkmatt. In quel frangente erano presenti due esecutivi rivali. Verso mezzogiorno, il consiglio comunale, guidato da Peirotes, lasciò il municipio in rue Brulée per recarsi in piazza Kléber. Lì proclamò la Repubblica, davanti alla statua del generale Kléber, senza ulteriori dettagli. Contemporaneamente, il "Soviet di Strasburgo" proclamò una "Repubblica di Alsazia-Lorena" (in francese République d'Alsace-Lorraine, in tedesco Republik Elsaß-Lothringen). Per dieci giorni, Jacques Peirotes dovette affrontare gli elementi rivoluzionari, sia civili che militari. Va notato che Peirotes fece parte contemporaneamente di entrambi i governi: del Consiglio degli operai e dei soldati e del Governo Provvisorio nominato dal Landtag, che divenne il "Consiglio Nazionale" (in francese Conseil National, in tedesco Nationalrat).
Eletto sindaco di Strasburgo nel 1919 e rieletto nel 1925, creò un ufficio municipale per le case popolari che costruì 3.000 alloggi sociali in 10 anni. Fu sconfitto nel 1929 da una coalizione di comunisti e autonomisti, che elessero sindaco Charles Hueber.
È sepolto nel cimitero di San Gallo di Strasburgo (Koenigshoffen).

## Posterità

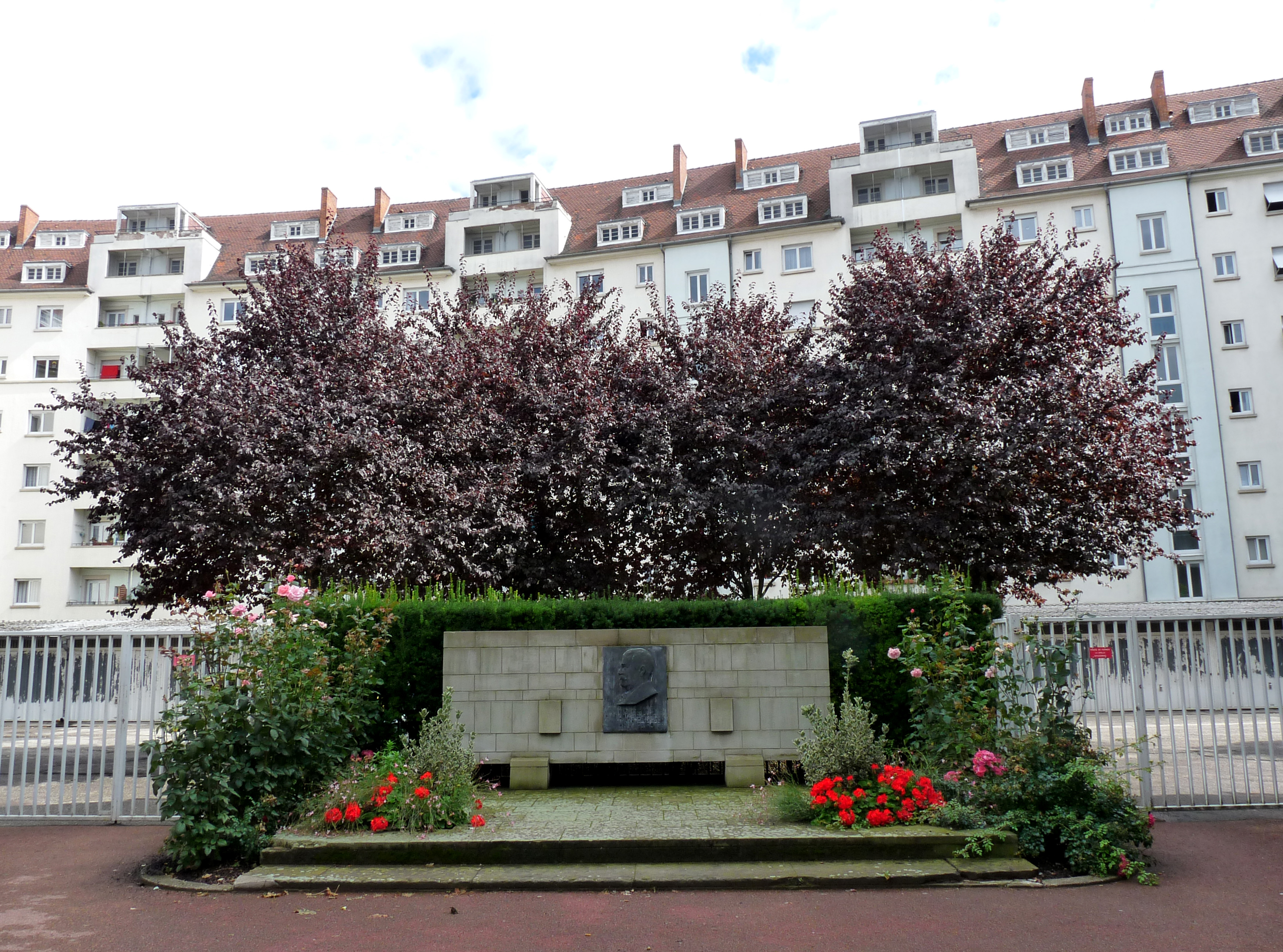
Monumento commemorativo sulla strada Jacques Peirotes

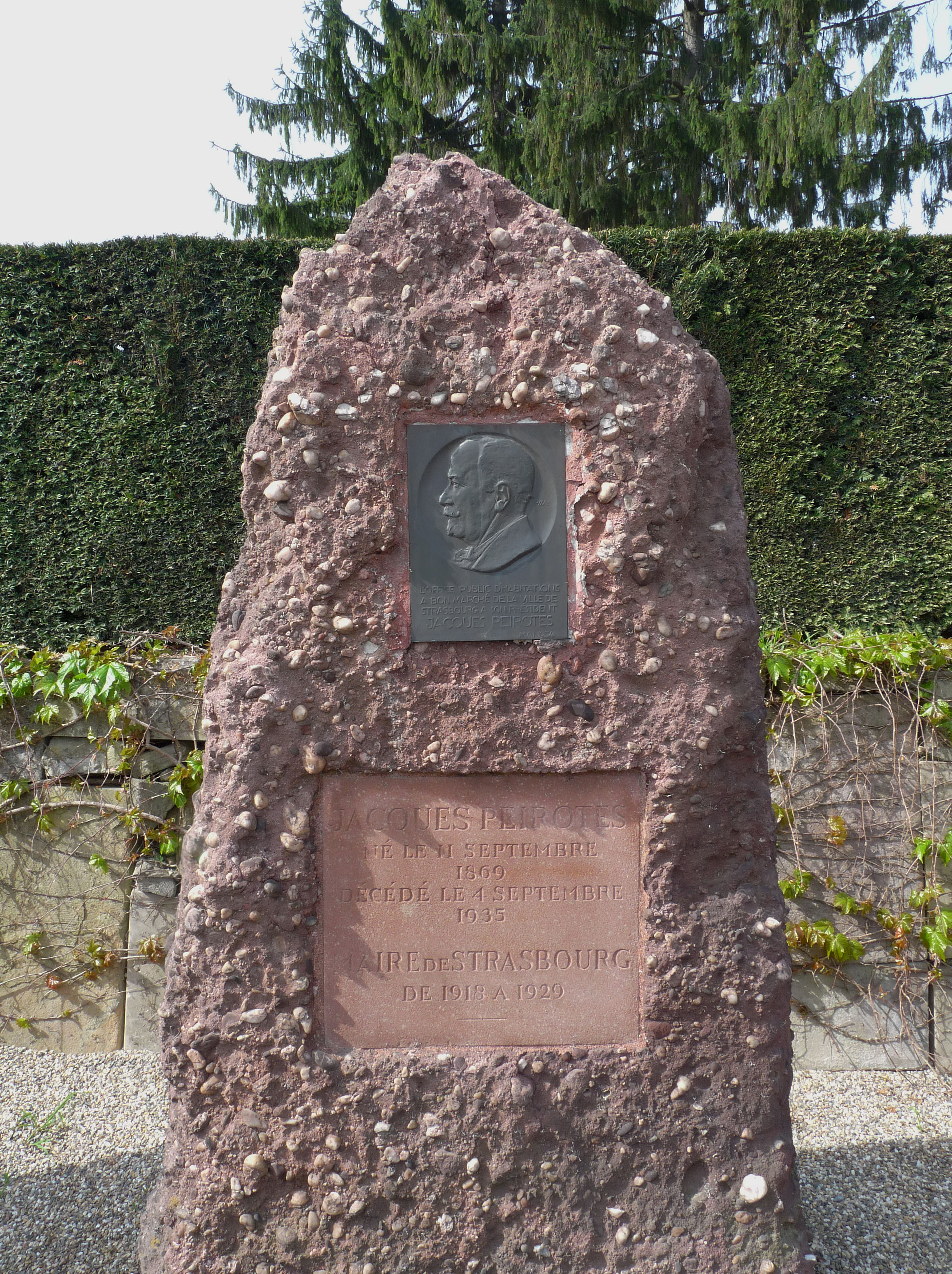
Tomba di Jacques Peirotes presso il cimitero di San Gallo

Il nome di Jacques Peirotes è stato dato ad una via di Strasburgo (quartiere svizzero), dove un monumento con una targa di bronzo dello scultore Alfred Marzolff ne onora la memoria.
La sua tomba nel cimitero di San Gallo a Strasburgo reca la stessa targa.